# Cantiga da garvaia
Cantiga da Ribeirinha, o Cantiga de Guarvaia o Cantiga da Garvaia, è il primo testo letterario in lingua galiziano-portoghese di cui si abbia documentazione.
La cantiga, detta della "Ribeirinha" venne composta prevalentemente nel 1198, da Paio Soares de Taveirós, e ricevette questo nome per il fatto che venne dedicata a Maria Pais Ribeira, concubina di Sancho I del Portogallo.
Qui di seguito riportiamo una testo poetico che serve da modello per le cantigas de amor del trovadorismo galiziano-portoghese, in cui si parla dell'amore platonico di un poeta "plebeo" per una donna nobile e inaccessibile.